# Coutellerie de Moulins
 (février 2018).
La coutellerie de Moulins est l’une des activités artisanales qui a fait la richesse de Moulins (Allier) entre le XVIe siècle et la Révolution.
Elle produit de la coutellerie de luxe.

## Histoire
La coutellerie semble être signalée pour la première fois en 1595 dans un document conservé aux archives municipales de Moulins : une demi-douzaine de couteaux de table, achetés par le maire à Jean de Tours pour être envoyés à Paris en présent pour les affaires de la ville.
La coutellerie de Moulins ne semble pas remonter au-delà du XVIe siècle. Nicolas de Nicolay, géographe du roi Charles IX, n’en fait pas mention dans sa description de Moulins.
La coutellerie de Moulins est citée plusieurs fois :
- 1606 : dans les comptes de maître Pierre Sevyn, receveur de la ville, on trouve cette mention : « Payé à Jean Guyot, 6 livres sur la plus grande somme, dû à lui pour avoir fait une « espée » présentée à Monseigneur le Dauphin. »
- 1637 : dans le mémoire de M. de Séraucourt (ou Séraincourt[4]), intendant de la généralité de Bourges, l'importante route de Paris à Lyon et d'Auvergne à Paris par Moulins est « une source pour les ouvriers de cette ville »[5]. M. de Séraucourt fait référence aux petites statuettes d’émail de verre colorié.
- Début du XVIIe siècle : un voyageur hollandais, Justus Zinzerling, signale l'excellente qualité de la coutellerie de Moulins : « dans le faubourg, et principalement dans celui des Carmes, réside un grand nombre de couteliers qui fabriquent des couteaux et des rasoirs d'excellente qualité. Aussitôt que les voyageurs étrangers sont descendus dans une auberge, ils sont assiégés par les femmes de ces couteliers qui viennent leur offrir leurs marchandises et les pressent de leur acheter quelques objets de leur fabrique »[6].
- Vers 1660-1661 : dans le Journal d'un gentilhomme français en France et en Italie, l'auteur parle des artisans moulinois « qui travaillent merveilleusement bien en couteaux, ciseaux, et autres ouvrages qui font admirer leur industrie »[7]. Autre citation dans le même ouvrage : « A vostre arrivée, ils vous exposent leurs marchandises et pour vous inviter à les acheter, il n’est point besoin qu’ils emploient leur éloquence ; mais seulement de vous les faire para|année=1885istre devant les yeux qui sont d’autant plus belles qu’ils ont l’eau pour les tremper et beaucoup d’adresse pour les perfectionner »[8].
- 1665 : dans son mémoire sur la situation de la généralité de Moulins, M. de Pommereu, intendant de la généralité de Moulins, parle du commerce de la coutellerie : « Le menu peuple a son commerce de couteaux et de ciseaux »[9].

Selon Camille Grégoire, plusieurs autres ouvrages géographiques, commerciaux et administratifs contiennent des articles et des notes sur la qualité de la coutellerie. Il est à signaler qu'André de Chesne en parle dans ses recherches sur les antiquités des villes et de châteaux en 1729.
- 1762 : dans le Dictionnaire de l'Académie française, au mot couteau, il est mentionné dans les différents types liés à leur origine : « Couteau de Paris, de Chatellerault, de Moulins[11] », et au mot coutellerie : « Il se fait beaucoup de coutellerie à Moulins[11] ».

## Principaux ateliers

### Nombre
Noms des couteliers avec la date de réception comme maître et le poinçon choisi par ces derniers :
| Maître coutelier                    | Date de réception comme maître | Marque                                                |
| P. Aloncle fils                     | 1767                           | J. couronné                                           |
| Jean Augrand                        | 1721                           | Une larme (marque de son oncle L. Colas)              |
| Denis Bataille                      | 1748                           | La grenade                                            |
| J. Bernard fils                     | 1722                           | La masse d'armes (la massue)                          |
| Jean Bernard                        | 1753                           | Le lion couronné                                      |
| Rémy Bernard fils                   | 1722                           | Jésus                                                 |
| A. Binville fils                    | 1722                           | Le casque couronné                                    |
| Étienne Boiron                      | 1770                           | Les lettres E et B surmontées d’une étoile            |
| A. Borderieux                       | 1777                           | Le soleil                                             |
| J.-B. Borderieux                    | 1777                           | Le bâton turc                                         |
| Pierre Borderieux                   | 1777                           | B. couronné                                           |
| Brunat                              | 1777                           | Le dauphin                                            |
| Pierre Cagnon fils                  | 1722                           | La coupe couronnée                                    |
| L. Collas                           | 1721                           | La clef                                               |
| Marin Debanne                       | 1777                           | Le chiffre 2 couronné (deux couronnes)                |
| Gilbert Decamp                      | 1755                           | Le verre couronné                                     |
| A. Desmier fils                     | 1722                           | Le canif                                              |
| P. Desmier fils                     | 1722                           | Le marteau d'or                                       |
| J. Drapt fils                       | 1722                           | Le pistolet                                           |
| Pierre Gagnon                       | 1722                           | La loupe couronnée                                    |
| Imbert Gallier                      | 1766                           | La corne d'abondance                                  |
| A. Gilbert fils                     | 1722                           | L’arc                                                 |
| Gilles Gilbert                      | 1744                           | G. couronné                                           |
| Gilles Gilbert fils                 | 1722                           | La raquette (La baguette)                             |
| P. Gilbert fils                     | 1722                           | O. couronné                                           |
| N. Girier fils                      | 1722                           | La croix d'évêque                                     |
| Étienne Got                         | 1777                           | D. couronné                                           |
| F.-B. Grand                         | 1787                           | Le croissant couronné                                 |
| J.-P. Grand                         | 1744                           | T. couronné                                           |
| Jacques Grand                       | 1748                           | J. G.                                                 |
| Hugues Hastier                      | 1750                           | J. L. couronné                                        |
| P. Hastier fils                     | 1722                           | La pointe                                             |
| Hattier                             | 1777                           | L'aiguille                                            |
| Jacques Hattier                     | 1764                           | A. couronné                                           |
| Ant. Ivelin (peut-être Guelin) fils | 1733                           | C. Y.                                                 |
| Rémy Ivelin (peut-être Guelin) fils | 1733                           | Le cygne                                              |
| Gilles Gilbert Jules                | 1751                           | La crosse simple                                      |
| Lamiral                             | 1777                           | La grenade couronnée                                  |
| A. M. Landois                       | 1787                           | La fleur de lis couronnée                             |
| P. Lecrosnier                       | 1767                           | Le dauphin couronné (marque de Brunat, son beau-père) |
| Claude Lesbfre                      | 1777                           | L. couronné                                           |
| J. Morand fils                      | 1788                           | Une crosse                                            |
| François Moretti aîné               | 1777                           | Le raisin                                             |
| François Moretti fils               | 1777                           | Le trèfle simple couronné                             |
| Pierre Pelletier fils               | 1722                           | L'écharpe                                             |
| J. Provost fils                     | 1733                           | Le chiffre 2                                          |
| Jacques Raillard                    | 1765                           | P. couronné                                           |
| P. Tenailler fils                   | 1730                           | La burette                                            |
| J.-B. Viallin                       | 1766                           | S. couronné                                           |
| L. Vigier (juré)                    | 1724                           |                                                       |
| Claude Vizier                       | 1721                           | Une clef                                              |

Comme dans tous les centres de fabrication, la coutellerie moulinoise impose l’insculpation d’une marque sur les lames. Pour reconnaître la provenance des couteaux et des étuis, le maître doit avoir choisi sa marque, le jour de sa réception en tant que maître. Il doit la mettre sur tous les objets qu'il fabrique. Mais les registres de perception montrent une grande tolérance : beaucoup de maîtres ne prennent pas de marque.  
Le commerce occupe 48 ouvriers dans la ville en 1696. On en compte 52 en 1703, 58 en 1758, pour atteindre 59 en 1763, et ce chiffre revient à 58 en 1764.
Il y a 17 réceptions de maître-couteliers en 1722. Il y en a 12 en 1730. Puis ce nombre diminue pendant plusieurs années pour atteindre 9 réceptions en 1766. Mais ce chiffre revient à 18 en 1777.
1851 : M. Tabourdeau envoie ses produits à l’Exposition Universelle de Londres.

## Les matériaux utilisés
Dans le Dictionnaire du commerce de Savary, on peut lire : « Vous reconnaîtrez l’article de Moulins à la largeur des plaques d’argent soudées à l’étain sur des garnitures de fer et cannelés presque au hasard, à des manches formés de plusieurs morceaux par économie, à sa légèreté d’ouvrage et à son ajustement bâclé »

## Notoriété

### Cadeaux
Tout au long du XVIIe et du XVIIIe siècles, quelques grands de ce monde se sont vus offrir des couteaux et des ciseaux, à l’occasion d’une halte à Moulins. Pour le destinataire, ces couteaux devait être le signe d’un échantillon du commerce le plus remarquable de la cité.
- 1601 : Le premier magistrat de Moulins emporte à Paris un lot de coutellerie pour les affaires de la ville. Ce cadeau se compose de « six estuits de cousteaux et ciseaux dorés et garnis et macques de perle ». Ils ont coûté 24 livres.
- 1727 : pour le chevalier de Chouine représentant le comte de Charolet, au milieu de la liste des cadeaux, vin de Bourgogne, perdrix rouges et grises, un couteau d’écaille, garni d’argent, vingt livres ; une paire de ciseaux valant sept livre dix sous.
- 1730 : pour l’arrivée de Barthélemy de Vanolles, il fut offert à Mme l’intendante, des coffrets, des confitures et soixante-trois livres de coutellerie provenant de chez la veuve Papillot et une boîte pour mettre la coutellerie.
- 1730 : des couteaux sont offerts au prince et à la princesse de Conti, de passage dans la capitale Bourbonnaise.
- 1741 : Pour Mme l’intendante de la Porte.
- 1744 : au duc de Ponthièvre.
- 1746 : A l’arrivée de Mme de Bernage.
- 1747 : au Maréchal de Belle-Isle.
- 1759 : la princesse Marie-Fortunée d’Este.
- 1749 : aux infantes d’Espagne.
- 1765 : Pierre Grand fabrique pour Mme Depont, femme de l’intendant de la généralité de Moulins, un couteau et des ciseaux d’or pour la somme de 156 livres.
- Quand en 1770, l’archiduchesse Marie-Antoinette traverse la France pour rejoindre son époux, elle reçoit à Moulins, de Boiron, coutelier de cette ville, une fourniture de couteaux, ciseaux, tire-bouchon, , etc.
- 1785 : La ville offre de la coutellerie aux princesses Adélaïde et Victoire, filles de Louis XV, se rendant à Vichy.

### Lieux de conservation
Les couteaux de Moulins peuvent être trouvés :
- au musée du Louvre, département Objet d’art : deux couteaux d’Étienne Boiron, quatre couteaux de Louis Molle dont une magnifique paire de couteaux jumeaux à manche émaillée de bleu, de brun et d’or ;
- au musée Carnavalet : le couteau de Marie-Antoinette serait également l’œuvre d’Étienne Boiron
- au musée de Langres : un couteau de Toussaint et un couteau de Grand.
- Le Musée Anne de Beaujeu à Moulins, possède une paire de couteaux dans leur étui de Louis Molle (actif à Moulins durant la seconde moitié du XVIIIe siècle)

Une salle du musée Anne-de-Beaujeu de Moulins présente les arts décoratifs à Moulins au XVIIIe siècle, parmi lesquels la coutellerie de luxe : couteaux en or, argent et nacre, exposés dans des étuis en galuchat ou en bois recouvert de marqueterie.

## Rue des Couteliers
En 1788 fut dressé le projet de rôle de subsistance pour 1789 à des fins fiscales. Ce document permet de constater la répartition des couteliers.
| Adresse                       | Nom                            |
| ----------------------------- | ------------------------------ |
| Rue de Bourgogne              | Joseph Grand                   |
| Rue de Bourgogne              | Jean Joclin                    |
| Rue de Bourgogne              | Hugues Hatier                  |
| Rue de Bourgogne              | Le maître Avizard              |
| Rue des Carmes                | Pierre Aloncle                 |
| Rue des Carmes                | Nicolas Ferruge                |
| Rue des Carmes                | Claude Lefebvre                |
| Rue des Carmes                | Louis Morette                  |
| Rue des Carmes                | Nicolas Olivier                |
| Rue des Carmes                | Jean Tureau                    |
| Rue des Carmes                | Jean Vialin                    |
| Rue du Chat                   | Mayeul Haiter                  |
| Rue du Cimetière Saint-Gilles | Le nomme Staller               |
| Rue des Couteliers            | Paul Asselinot (ou Asselineau) |
| Rue des Couteliers            | Jacques Grand                  |
| Rue des Couteliers            | Jacques Hatier                 |
| Rue des Couteliers            | André Martin landais           |
| Rue de la Flèche              | Jean-Baptiste Clair            |
| Rue Saint-Martin              | François Hatier                |
| Rue Saint-Martin              | François Parizot               |
| Rue Saint-Martin              | Charles Place                  |
| Rue Sainte-Ursule             | Pierre Grand                   |

Selon Marcel Génermont, jusqu’en 1881, année de l’unification sous son qualificatif actuel, la rue des Couteliers comprenait deux tronçons définis par l’État en 1777 : la rue des Carmes et la rue des Couteliers. La rue des Carmes (du nom du couvent voisin) allait de l’église jusqu’à la rue Monin et de l’autre côté depuis la caserne de la marée chaussée jusqu’au coin de la rue des Cameaux » (rue du 4 septembre). La rue des Couteliers : « au coin de la maison des héritiers de la Breme et de celle au sieur Archambault et finit au coin de la rue des Cameaux et de la maison occupée par le nommé Verret, cordonnier ».